# Доротея Енгельбретсдаттер
Доротея Енгельбретсдаттер (норв. Dorothe Engelbretsdotter) (16 січня  1634 року, Берген — 19 лютого 1716 року, Берген) — норвезька поетеса, перша письменниця Норвегії. На думку норвезького літератора Людвіга Гольберга, Доротея Енгельбретсдаттер була «найвизначнішою норвезькою поетесою».

## Біографія
Доротея Енгельбретсдаттер народилась 16 січня 1634 року в Бергені в сім'ї директора місцевої школи, а пізніше настоятеля собору. 
У 1652 році Доротея побралася з норвезьким письменником і богословом, відомого надгробними виступами на похоронах. Після смерті батька Доротеї у 1659 році чоловік став настоятелем собору. Народила п'ятеро синів і чотири дочки. 
Після успішного видання першої збірки поезій Доротею запросили у Данію, де вона була представлена Томасу Кінґо, який вважається батьком данської поезії. Поети обмінялися невеликими поетичними імпровізаціями. У 1683 році чоловік Доротеї помер. З дев'яти семеро дітей померло і двоє зникли безвісти. Вся її подальша поезія сповнена болем і стражданням. 

## Творчість
Доротея Енгельбретсдаттер писала вірші. У 1678 році в Копенгагені вийшла перша збірка її віршів, до якої увійшли гімни, Псалми на біблійні теми. Книга мала великий успіх. Наступні збірки були написані після втрати чоловіка і дітей, тому вони сумні і болісні. Вірш («Жертовна сльоза» або «Пісенні жертвоприношення душі») був опублікований у 1685 році. Це був довгий вірш релігійного змісту в чотирьох частинах, який перевидавався кілька разів. У 1698 році Доротея видала третю збірку псалмів fra Verden («Християнське прощання зі світом»). Унікальність Доротеї ще і у тому, що вона була першою професійною письменницею Норвегії.